# Famille Ract Madoux
La famille Ract Madoux est une famille subsistante originaire du duché de Savoie.
Elle compte parmi ses membres deux officiers généraux, une sénatrice et une juriste, ancienne présidente de la Cour de justice de la République.

## Histoire
La famille Ract Madoux est originaire de Chevron en Savoie.[réf. nécessaire]
À partir du XVIIe siècle, elle occupe pendant plusieurs générations les fonctions de notaire ducal et châtelain de Chevron, sur la commune de Mercury,.  
Joseph Ract Madoux, capitaine de cavalerie et chevalier de la Légion d'Honneur, est tué à la bataille de Friedland en 1807.
Ses descendants se distinguent principalement, aux XIXe siècle et XXe siècle, dans l'industrie, le droit et les Armées.

## Personnalités
- René-Théodre-Marie Ract-Madoux (sl) (1881-1957), général[4] ;
- Patrice Ract Madoux, président de la Caisse d'amortissement de la dette sociale[5],[6] ;
- Martine Ract-Madoux (1947), juriste, présidente de la Cour de justice de la République ;
- Bertrand Ract-Madoux (1953), général, chef d'état-major de l'Armée de terre et gouverneur des Invalides ;
- Daphné Ract-Madoux (1972), femme politique, sénatrice de l'Essonne.

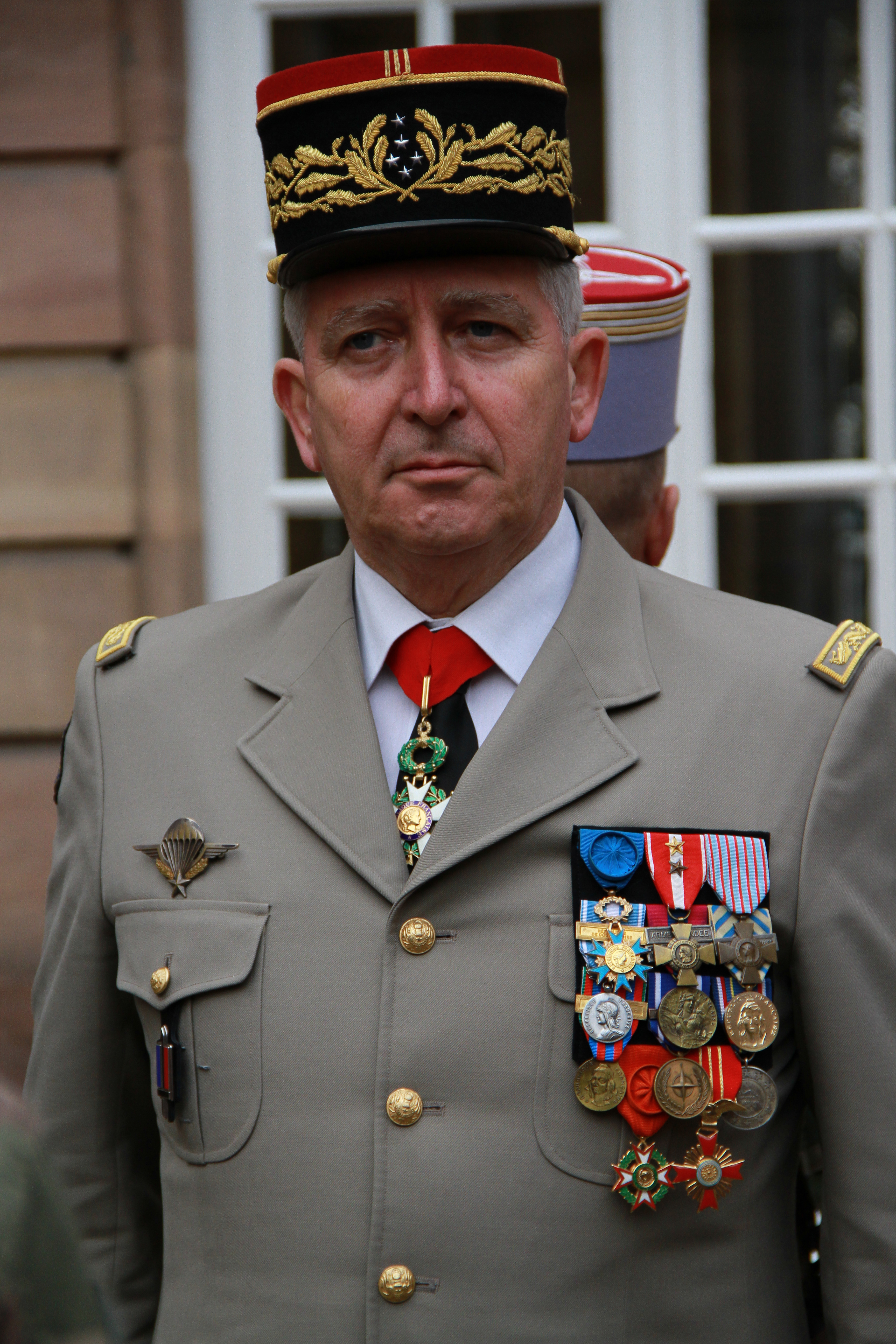
Bertrand Ract-Madoux.

## Alliances
Les principales alliances de la famille Ract Madoux sont : Gleyrot Cauthon (1703), Dunand Groz (1766), Lecamus de Moulignon, Stourm (1803), Richer de Martille (1837), de Bourgues (1864), de Chievres (1876), Gourd (1878), du Pont de Roméront (1888), Jarre (1905), Chapelon (1909), Chantre (1912), Marchal (1938), Guyot de La Pommeraye (1945), Desrousseaux de Medrano, Goüin d'Ambrières, de Lestrange, du Port de Poncharra, de Kergorlay (1970), du Boisset, Langlois, de Warren, Arrighi de Casanova.